# Illmind
Illmind, (stylizowane nazewnictwo !llmind), a właściwie Ramon Ibanga Jr. (ur. 28 sierpnia 19??) — filipińsko-amerykański producent hip-hopowy z Bloomfield w stanie New Jersey.
Brał udział w Beat Society mierząc się z bardzo znanymi artystami takimi jak Kanye West czy Just Blaze.

## Dyskografia
- The Art of OneMind (oraz Symbolyc One, 2005)
- The Official !llmind Remix Album (2009)
- Live from the Tape Deck (oraz Skyzoo, 2010)
- Behind The Curtain (2011)
- #BoomTrap EP (2014)